# Blood for Blood (Hellyeah)
Blood for Blood è il quarto album in studio del gruppo musicale heavy metal statunitense Hellyeah. L'album, pubblicato il 10 giugno 2014 dall'etichetta Eleven Seven Music, è stato preceduto dai due singoli Sangre por sangre (Blood for Blood) e Cross To Bier (Cradle of Bones), pubblicati il 25 marzo 2014.
Nella prima settimana dalla pubblicazione, l'album ha venduto quasi 17 000 copie.

## Tracce
1. Sangre por sangre (Blood for Blood) – 4:35
2. Demons in the Dirt – 3:54
3. Soul Killer – 3:35
4. Moth – 4:52
5. Cross to Bier (Cradle of Bones) – 3:35
6. DMF – 3:51
7. Gift – 3:49
8. Hush – 3:54
9. Say When – 2:56
10. Black December – 4:33

Tracce bonus dell'edizione iTunes
1. Feast or Famine – 3:20
2. Hush (acoustic) – 3:53

## Formazione
- Chad Gray – voce
- Greg Tribbett – chitarra
- Tom Maxwell – chitarra
- Bob Zilla – basso
- Vinnie Paul – batteria

## Classifiche
| Classifica (2014)     | Posizione massima |
| --------------------- | ----------------- |
| Australia             | 41                |
| US Billboard 200      | 18                |
| US Digital Albums     | 19                |
| US Hard Rock Album    | 1                 |
| US Independent Albums | 4                 |
| US Top Rock Albums    | 7                 |